# Chambretaud
Chambretaud és un municipi francès situat al departament de Vendée i a la regió de País del Loira. L'any 2007 tenia 1.420 habitants.

## Demografia

### Població
El 2007 la població de fet de Chambretaud era de 1.420 persones. Hi havia 557 famílies de les quals 126 eren unipersonals (51 homes vivint sols i 75 dones vivint soles), 206 parelles sense fills, 209 parelles amb fills i 16 famílies monoparentals amb fills.
La població ha evolucionat segons el següent gràfic:
Habitants censats

### Habitatges
El 2007 hi havia 610 habitatges, 570 eren l'habitatge principal de la família, 11 eren segones residències i 30 estaven desocupats. 562 eren cases i 35 eren apartaments. Dels 570 habitatges principals, 428 estaven ocupats pels seus propietaris, 138 estaven llogats i ocupats pels llogaters i 4 estaven cedits a títol gratuït; 8 tenien una cambra, 27 en tenien dues, 65 en tenien tres, 130 en tenien quatre i 340 en tenien cinc o més. 444 habitatges disposaven pel capbaix d'una plaça de pàrquing. A 266 habitatges hi havia un automòbil i a 272 n'hi havia dos o més.

### Piràmide de població
La piràmide de població per edats i sexe el 2009 era:
| Homes | Edats   | Dones |
| ----- | ------- | ----- |
| 0     | 95 o +  | 0     |
| 0     | 90 a 94 | 4     |
| 4     | 85 a 89 | 12    |
| 8     | 80 a 84 | 4     |
| 20    | 75 a 79 | 20    |
| 8     | 70 a 74 | 32    |
| 44    | 65 a 69 | 40    |
| 44    | 60 a 64 | 28    |
| 28    | 55 a 59 | 56    |
| 28    | 50 a 54 | 24    |
| 48    | 45 a 49 | 36    |
| 44    | 40 a 44 | 48    |
| 48    | 35 a 39 | 32    |
| 52    | 30 a 34 | 60    |
| 60    | 25 a 29 | 56    |
| 40    | 20 a 24 | 12    |
| 48    | 15 a 19 | 72    |
| 56    | 10 a 14 | 44    |
| 36    | 5 a 9   | 44    |
| 32    | 0 a 4   | 24    |

## Economia
El 2007 la població en edat de treballar era de 923 persones, 748 eren actives i 175 eren inactives. De les 748 persones actives 718 estaven ocupades (401 homes i 317 dones) i 30 estaven aturades (12 homes i 18 dones). De les 175 persones inactives 88 estaven jubilades, 41 estaven estudiant i 46 estaven classificades com a «altres inactius».

### Ingressos
El 2009 a Chambretaud hi havia 578 unitats fiscals que integraven 1.479 persones, la mediana anual d'ingressos fiscals per persona era de 16.671 €.

### Activitats econòmiques
Dels 54 establiments que hi havia el 2007, 5 eren d'empreses alimentàries, 1 d'una empresa de fabricació de material elèctric, 1 d'una empresa de fabricació d'elements pel transport, 5 d'empreses de fabricació d'altres productes industrials, 10 d'empreses de construcció, 9 d'empreses de comerç i reparació d'automòbils, 1 d'una empresa de transport, 8 d'empreses d'hostatgeria i restauració, 3 d'empreses financeres, 1 d'una empresa immobiliària, 4 d'empreses de serveis, 4 d'entitats de l'administració pública i 2 d'empreses classificades com a «altres activitats de serveis».
Dels 14 establiments de servei als particulars que hi havia el 2009, 2 eren oficines bancàries, 2 tallers de reparació d'automòbils i de material agrícola, 1 paleta, 2 guixaires pintors, 1 fusteria, 2 lampisteries, 2 electricistes, 1 perruqueria i 1 restaurant.
Dels 5 establiments comercials que hi havia el 2009, 1 era una botiga de més de 120 m², 1 una fleca, 1 una carnisseria, 1 una llibreria i 1 una perfumeria.
L'any 2000 a Chambretaud hi havia 41 explotacions agrícoles que ocupaven un total de 1.102 hectàrees.

## Equipaments sanitaris i escolars
L'únic equipament sanitari que hi havia el 2009 era una farmàcia.
El 2009 hi havia una escola elemental.

## Poblacions més properes
El següent diagrama mostra les poblacions més properes.